# Achim Schmidtmann
Achim Schmidtmann (* 17. April 1970 in Paderborn) ist ein deutscher Wirtschaftsinformatiker. Seit 2017 ist er Professor an der Fachhochschule Bielefeld.

## Leben
Schmidtmann ist in Paderborn aufgewachsen, wo er 1989 das Abitur am Gymnasium Theodorianum abgelegt hat.
Schmidtmann studierte Wirtschaftsinformatik an der Universität Mannheim und der University of Massachusetts in Amherst (USA). Im Anschluss war er Stipendiat am Graduiertenkolleg des Heinz Nixdorf Instituts der Universität Paderborn und wurde im Januar 2000 bei Wilhelm Dangelmaier  Fachgebiet Wirtschaftsinformatik der Universität Paderborn mit der Dissertation „Entwicklung einer Spezifikationssprache für die Fertigungslenkung“ zum Dr. rer. pol. promoviert. Im Anschluss arbeitete er mehrere Jahre in verschiedenen Positionen zuletzt als Entwicklungsleiter Deutschland beim Internetportal Lycos Europe in Gütersloh und als Project Manager bei der Diebold Nixdorf Holding Germany in Paderborn. Zum Dezember 2006 wurde Schmidtmann zum Professor für Wirtschaftsinformatik an den Fachbereich Informatik der Fachhochschule Dortmund berufen. Dort war er Studiengangsleiter des Masterstudiengangs Wirtschaftsinformatik und seit Februar 2014 CIO der Fachhochschule Dortmund.
Im Jahr 2017 wurde Achim Schmidtmann Professor für Wirtschaftsinformatik, insb. Betriebswirtschaftliche Informationssysteme/ERP-Systeme am Fachbereich Wirtschaft der Hochschule Bielefeld.
Am 20. April 2023 wurde Achim Schmidtmann zum Hochschulratsmitglied an der Fachhochschule Dortmund ernannt.

## Wirken
Die inhaltlichen Schwerpunkte der Arbeit von Achim Schmidtmann in Lehre und Forschung liegen in den Bereichen IT-Service und IT-Sicherheitsmanagement, Betriebliche Anwendungssoftware, insbesondere ERP-Systeme und dem Informationsmanagement.

## Schriften (Auswahl)
- (Hrsg. et al.): Sicheres Homeoffice. Herausforderungen nachhaltiger Sicherheit. Books on demand, Norderstedt, 2023, ISBN 978-3-7386-1200-4.
- (Hrsg. et al.): Kosten der IT-Sicherheit. Ein Ausgangspunkt für weitergehende Untersuchungen. Books on demand, Norderstedt, 2020, ISBN 978-3-7526-0874-8.
- IT-Servicemanagement (in OWL): Umfrage und aktuelle Trends. Books on demand, Norderstedt, 2019, ISBN 978-3-7494-2041-4.
- Kosten der IT-Sicherheit. In: IT-Management: Best Practices für CIOs, De Gruyter Oldenbourg, Berlin, 2018, 299–318, ISBN 978-3-11-054303-2.
- IT-Wissen für Manager: Ein kompakter Überblick zu aktuellen Technologien und Trends. Books on demand, Norderstedt, 2017, ISBN 978-3-7448-7297-3.
- mit Pascal Root: IT-Servicemanagement in KMU - Studie mit Umfrage, Reifegradmessung und Leitfaden. Books on demand, Norderstedt, 2015, ISBN 978-3-7386-3764-9.
- Optimales IT-Service-Management. In: CIO-Handbuch, symposion, Düsseldorf, 2014, 189–216, ISBN 978-3-86329-632-2.
- Eine Spezifikationssprache für die Fertigungslenkung. Dissertation. Universität Paderborn HNI-Verlagsschriftenreihe. Paderborn 2000, ISBN 978-3-931466-68-8.